# Josef Kratina
Josef Kratina (auch Joseph Kratina, * 2. Mai 1862 in Olovnice; † 8. September 1942 in Dresden) war ein deutscher Violinist und Kammermusiker tschechischer Herkunft. Er war der Vater der Tänzerin Valeria Kratina und des Cellisten Rudolf Josef Kratina.

## Leben und Werk
Josef Kratina studierte von 1876 bis 1882 Violine am Prager Konservatorium bei Antonín Bennewitz.
1884 wurde Josef Kratina Violinist in der Sächsischen Staatskapelle Dresden. Hier wirkte er bis 1921. Er wirkte auch als Professor für Violine in einer Meisterklasse am Dresdener Konservatorium. Er war dort der einzige Lehrer, der die Violinmethode von Otakar Ševčík benutzte.
Josef Kratina starb im September 1942 in Dresden.